# 俄羅斯MOEX指數

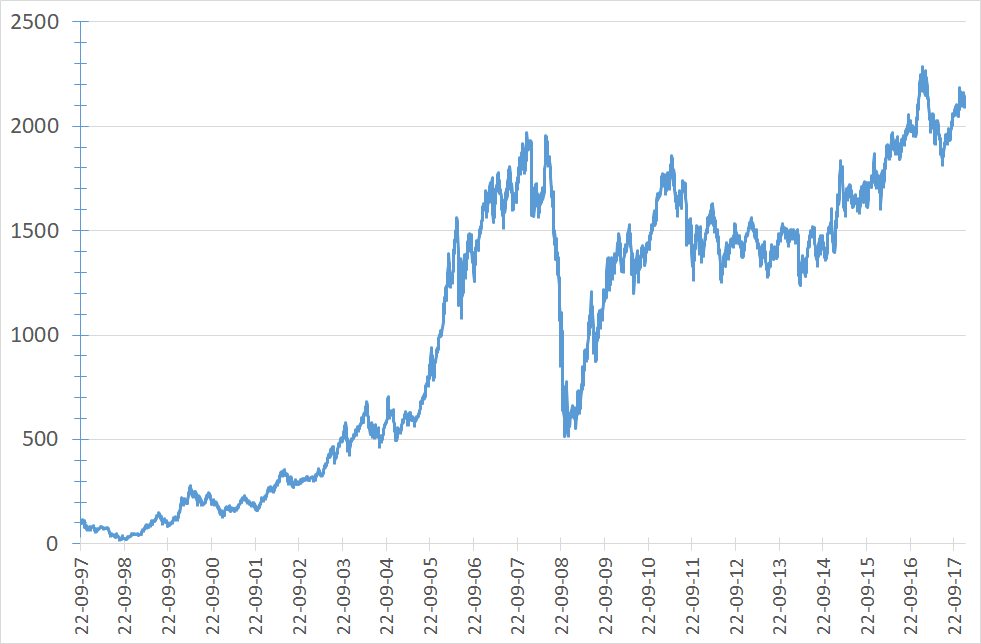
俄羅斯MOEX指數

俄羅斯MOEX指數（俄语：Индекс МосБиржи），前稱MICEX指數，是俄羅斯股票市場的主要指數，以俄羅斯盧布計價。
指數成立於1997年9月22日，與以美元計價的RTS指數具有相同的成份股。俄羅斯的投資者一般偏好使用俄羅斯MOEX指數，而其他國家的投資者則偏好使用RTS指數。

## 外部連結
- Moscow Exchange Indices (MOEX Russia Index and RTS Index) （页面存档备份，存于）

## 資料來源
1. ↑  . Moscow Exchange.   [2017-12-12]. （原始内容存档于2022-02-21）.
2. ↑  . Bloomberg.com.   [2017-12-12]. （原始内容存档于2017-12-13）.
3. ↑  . LeapRate. 2017-11-28  [2017-12-12]. （原始内容存档于2022-02-21）.
4. ↑  . The Moscow Times.   [2022-02-21]. （原始内容存档于2020-06-08） （英语）.